# Comité représentant l'Assemblée de l'Union
Le Comité représentant l'Assemblée de l'Union (birman : ပြည်ထောင်စုလွှတ်တော် ကိုယ်စားပြုကော်မတီ; anglais : Committee Representing Pyidaungsu Hluttaw, CRPH) est un organe législatif national représentant les membres élus de l'Assemblée de l'Union.
Dirigé par les législateurs de la Ligue nationale pour la démocratie (NLD) élus lors des élections générales de 2020 au Myanmar, le comité se compose de 17 membres du Pyithu Hluttaw et d'Amyotha Hluttaw.

## Histoire
Les représentants élus aux élections de novembre 2020 n'ont pas officiellement reconnu la légitimité du coup d'État. Le 4 février 2021, environ 70 députés élus de la NLD ont prêté serment à Naypyidaw, s'engageant à respecter le mandat du peuple et à siéger en tant que législateurs pour un mandat de cinq ans,. Le lendemain, 300 politiciens de la NLD dirigés par Phyu Phyu Thin, un membre de Pyithu Hluttaw représentant le canton de Mingala Taungnyunt à Rangoun, ont formé le comité chargé de diriger les affaires parlementaires,. Le comité a tenu sa première session sur Zoom.
Le 7 février, le CRPH a condamné les efforts de l'armée pour renverser un gouvernement civil élu comme un "acte criminel" en violation du chapitre 6 du code pénal du Myanmar, et a rejeté la légitimité du cabinet militaire de Min Aung Hlaing. Le CRPH a également conseillé aux diplomates de l'ONU et à la communauté internationale de travailler directement avec le comité en ce qui concerne les affaires officielles du gouvernement.
Le 9 février, le CRPH a promulgué la loi sur le conseiller d'État, prolongeant de cinq ans le mandat du conseiller d'État du Myanmar, jusqu'au 1er avril 2026. Le même jour, il a publié une déclaration condamnant la violente répression par l'armée des manifestations en cours au Myanmar en 2021, appelant à la préservation de la liberté d'expression et à son soutien au mouvement de désobéissance civile.
Le 10 février, le comité a annoncé l'ajout de deux députés élus issus de partis politiques ethniques, à savoir le Parti national de Ta'ang et le Parti démocratique de l'État de Kayah.

## Membres
| Nom                  | Circonscription électorale  | parti politique                               | Remarque                 |
| -------------------- | --------------------------- | --------------------------------------------- | ------------------------ |
| Phyu Phyu Thin       | Mingala Taungnyunt Township | Ligue nationale pour la démocratie (NLD)      | Membre de Pyithu Hluttaw |
| Tin Thit             | Pobbathiri Township         | Ligue nationale pour la démocratie (NLD)      | Membre de Pyithu Hluttaw |
| Hlun Myint           | Bahan Township              | Ligue nationale pour la démocratie (NLD)      | Membre de Pyithu Hluttaw |
| Naing Htoo Aung      | Natogyi Township            | Ligue nationale pour la démocratie (NLD)      | Membre de Pyithu Hluttaw |
| Wai Phyo Aung        | Thaketa Township            | Ligue nationale pour la démocratie (NLD)      | Membre de Pyithu Hluttaw |
| Zin Mar Aung         | Yankin Township             | Ligue nationale pour la démocratie (NLD)      | Membre de Pyithu Hluttaw |
| Lwin Ko Latt         | Thanlyin Township           | Ligue nationale pour la démocratie (NLD)      | Membre de Pyithu Hluttaw |
| Okkar Min            | Myeik Township              | Ligue nationale pour la démocratie (NLD)      | Membre de Pyithu Hluttaw |
| Win Naing            | Mogaung Township            | Ligue nationale pour la démocratie (NLD)      | Membre de Pyithu Hluttaw |
| Nay Myo              | Nyaungshwe Township         | Ligue nationale pour la démocratie (NLD)      | Membre de Pyithu Hluttaw |
| Zaw Min Thein        | Laymyethna Township         | Ligue nationale pour la démocratie (NLD)      | Membre de Pyithu Hluttaw |
| Myo Naing            | Chanayethazan Township      | Ligue nationale pour la démocratie (NLD)      | Membre de Pyithu Hluttaw |
| Lamin Htun           | Namhsan Township            | Parti national de Ta'ang et le Parti (TNP)    | Membre de Pyithu Hluttaw |
| Zay Latt             | Région de Bago No.7         | Ligue nationale pour la démocratie (NLD)      | Membre d'Amyotha Hluttaw |
| Myat Thida Htun      | État Môn No. 8              | Ligue nationale pour la démocratie (NLD)      | Membre d'Amyotha Hluttaw |
| Saw Shar Phaung Awar | État Karen No. 4            | Ligue nationale pour la démocratie (NLD)      | Membre d'Amyotha Hluttaw |
| Robert Nyeye         | État de Kayah No. 10        | Parti démocratique de l'État de Kayah (KySDP) | Membre d'Amyotha Hluttaw |

## Cabinet
- Vice-président par intérim : Mahn Win Khaing Than
- Ministre des Affaires étrangères : Zin Mar Aung
- Ministre de la Présidence et du Gouvernement : Lwin Ko Latt
- Ministre du Plan, des Fiances et de l'Industrie, ministre de l'Investissement et des Relations économiques étrangères, ministre du Commerce : Tin Tun Naing
- Ministre du Travail, de l'Immigration et de la Population, ministre de l'Éducation, ministre de la Santé et des Sports : Zaw Wai Soe
- Ministre du Bien-être : Win Myat Aye